# Striodostomia orewa
Striodostomia orewa är en snäckart som beskrevs av Laws 1940. Striodostomia orewa ingår i släktet Striodostomia och familjen Pyramidellidae. Inga underarter finns listade i Catalogue of Life.